# Liv Tyler
Liv Rundgren Tyler (sinh ngày 1 tháng 7 năm 1977) là một diễn viên và người mẫu người Mỹ.
Tyler bắt đầu làm người mẫu lúc 14 tuổi, nhưng sau một năm thì chú trọng về diễn xuất hơn. Cô ta đóng phim đầu tiên năm 1994 trong phim Silent Fall. Cô ta có diễn xuất trong các phim Empire Records (1995), Heavy (1996) và That Thing You Do (1996). Sau đó Tyler trở nên nổi bật khi thủ diễn vai chính trong phim Stealing Beauty (1996). 
Kế tiếp đó, cô có tham gia trong các phim Inventing the Abbotts (1997) và Cookie's Fortune (1999).
Tyler được nổi tiếng trên quốc tế nhờ vai trò cô gái Elf Arwen Undómiel trong bộ phim Lord of the Rings. Cô ta cũng diễn xuất trong Jersey Girl, phim Lonesome Jim (2005), phim Reign Over Me (2007) và các phim có kinh phí cao như Armageddon (1998), The Strangers (2008) và The Incredible Hulk (2008).
Tyler là đại sứ thiện chí của Mỷ ở UNICEF kể từ 2003, và là phát ngôn viên của Givenchy.

## Tuổi thơ
Liv Tyler có tên khai sinh là Liv Rundgren, cô được sinh ra ở bệnh viện Mount Sinai ở East Harlem, thành phố Manhattan, New York. Là con gái duy nhất của người mẫu, diễn viên Bebe Buell và Steven Tyler, ca sĩ chính của ban nhạc huyền thoại Aerosmith. Cô được mẹ của mình đặt tên theo nữ diễn viên người Na Uy Liv Ullmann.
Từ năm 1972 đến năm 1979, Bebe Buell chung sống với Todd Rundgren, ca sĩ chính của ban nhạc Utopia. Cuối năm 1976, bà mang thai sau mối quan hệ chớp nhoáng với Steven Tyler. Để bảo vệ đứa con gái của mình khỏi Steven, khi đó vẫn còn đang vật lộn với cơn nghiện ma túy - Bebe đã tuyên bố Todd Rundgren là mới là bố ruột và đặt tên đứa bé là Liv Rundgren, Todd cũng đã ký tên vào Giấy khai sinh cho Liv. Dù cả 2 chia tay một thời gian ngắn sau sự ra đời của Liv, Todd vẫn coi cô như con gái và chu cấp chi phí để nuôi dưỡng cô, bản thân Liv sau này cũng nói rằng: "Tôi rất biết ơn khi Todd (Rundgren) chấp nhận làm bố của tôi, hành động của ông ấy như muốn nói rằng "Dù đứa bé này không phải là con ruột của tôi, nhưng tôi vẫn muốn làm cha của nó."". Cả hai vẫn duy trì mối quan hệ tốt đẹp cho đến nay.
Năm lên 10, Liv lần đầu gặp mặt Steven và nghi ngờ về danh tính của mình khi cô nhận ra sự tương đồng về dung mạo của mình với Mia Tyler (con gái của Steven và vợ ông ở thời điểm đó là Cyrinda Foxe), người nhỏ hơn Liv 1 tuổi. Liv đã hỏi điều này với Bebe và mọi chuyện được sáng tỏ. Mãi đến năm 1991, sự thật này mới được công khai trước truyền thông khi cô đổi họ của mình sang "Tyler", còn họ cũ "Rundgren" vẫn được cô giữ làm tên đệm.
Sau khi biết được sự thật, tình cảm cha con giữa Liv và Steven ngày càng khăng khít hơn. Họ cũng có những sự hợp tác với nhau trong công việc khi Liv tham gia đóng MV "Crazy" của Aerosmith vào năm 1994. 4 năm sau, Steven cùng ban nhạc trình diễn cho một số ca khúc trong bom tấn Armageddon, bộ phim mà Liv vào vai nữ chính.

## Đời sống cá nhân

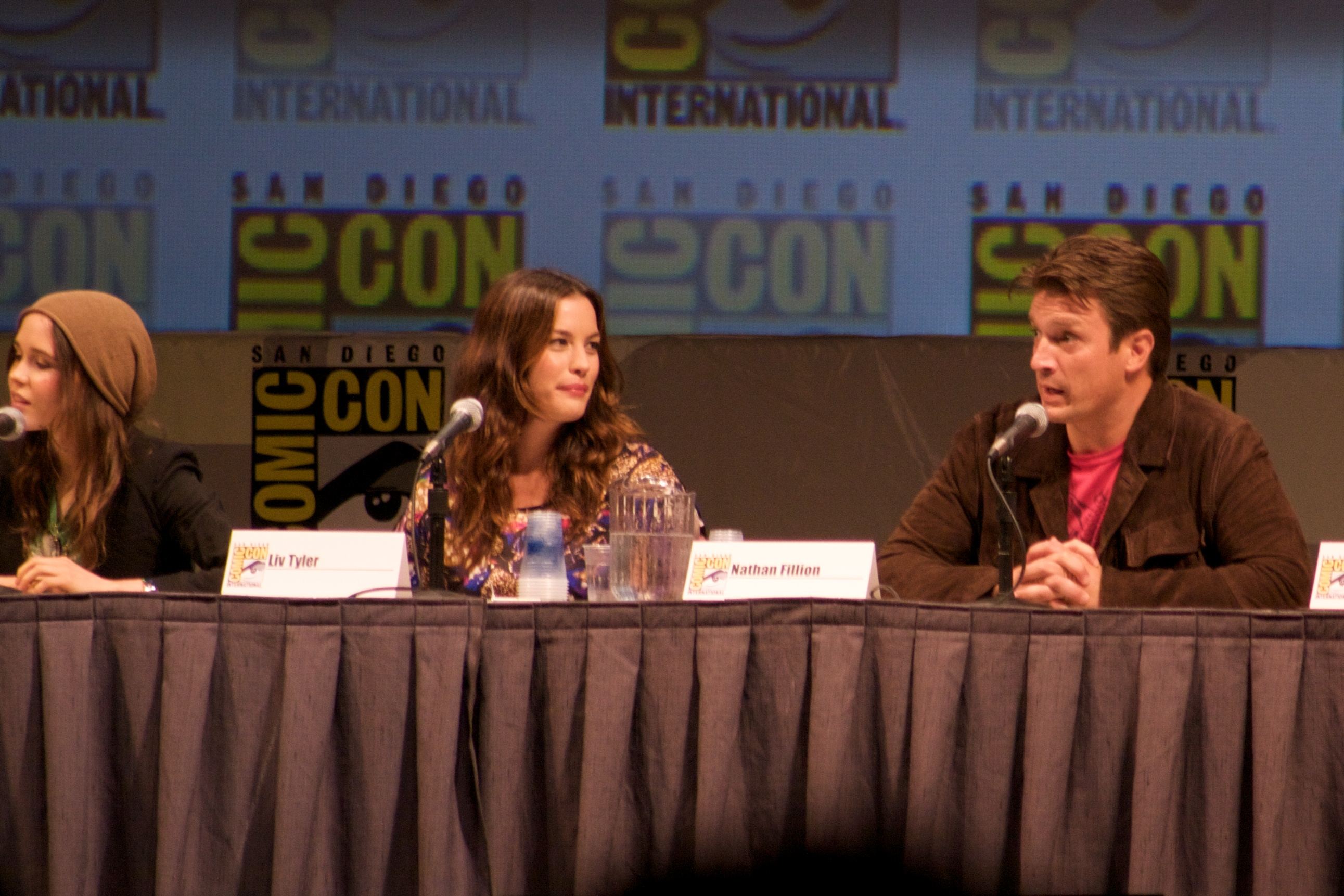
Liv Tyler tại Comic Con 2010

Tyler bắt đầu hẹn hò với Joaquin Phoenix, bạn diễn của cô trong phim Inventing the Abbotts trong 3 năm từ 1995 đến 1998, Liv cũng trở thành người ăn chay trường trong khoảng thời gian hẹn với Joaquin.
Năm 1998, Tyler công khai mối quan hệ với nhạc sĩ Anh Royston Langdon của băng nhạc Spacehog. Hai người đính hôn vào tháng 2 năm 2001, và thành hôn ở Barbados vào ngày 25 tháng 3 năm 2003. Ngày 14 tháng 12 năm 2004, cô hạ sinh con trai đầu lòng, Milo William Langdon.
Ngày 8 thạng 5 năm 2008, hai người xác nhận chia tay nhưng vẫn giữ quan hệ bạn bè. Trong phỏng vấn với báo Daily Telegraph, Tyler cho biết sư chia tay với Langdon đã khiến bản thân chuyển về Los Angeles.
Cô cắt nghĩa rằng ở lại tại căn nhà hai người đã chung sống rất là khó khăn với cô. Trong tháng 6 năm 2010, Tyler nói rằng nàng quá nhạy cảm để đi chơi lăng nhăng ("I am far too sensitive for casual dates".) 
Cô nói thêm "Lâu thật lâu tôi mới yêu một lần ("I fall in love once in a blue moon."). 
Năm 2014, cô hẹn hò với Dave Gardner, nhà quản lý thể thao người Anh và là bạn thân của David Beckham. Họ có với nhau 2 người con gái: Sailor Gene Garner (sinh năm 2015) và Lula Rose Gardner (sinh năm 2016), David Beckham cũng chính là cha đỡ đầu của Sailor. Đến cuối năm 2021, cả hai chia tay nhưng vẫn giữ mối quan hệ tốt đẹp.

## Phim
| Năm  | Phim                                              | Vai diễn            | Notes |
| ---- | ------------------------------------------------- | ------------------- | --- |
| 1994 | Silent Fall                                       | Sylvie Warden       | |
| 1995 | Heavy                                             | Callie              | |
| 1995 | Empire Records                                    | Corey Mason         | |
| 1996 | Stealing Beauty                                   | Lucy Harmon         | Nominated – Young Star Award for Best Performance by a Young Actress in a Drama Film |
| 1996 | That Thing You Do!                                | Faye Dolan          | |
| 1997 | Inventing the Abbotts                             | Pamela Abbott       | |
| 1997 | U Turn                                            | Girl in Bus Station | Cameo appearance |
| 1998 | Armageddon                                        | Grace Stamper       | Nominated – MTV Movie Award for Best Female Performance Nominated – MTV Movie Award for Best On-Screen Duo Shared with Ben Affleck Nominated – Blockbuster Entertainment Award for Favorite Actress -Science Fiction                 |
| 1999 | Plunkett & Macleane                               | Lady Rebecca Gibson | |
| 1999 | Cookie's Fortune                                  | Emma Duvall         | |
| 1999 | Onegin                                            | Tatyana Larina      | Russian Guild of Film Critics Award for Best Foreign Actress |
| 2000 | Dr. T & the Women                                 | Marilyn             | |
| 2001 | One Night at McCool's                             | Jewel               | |
| 2001 | The Lord of the Rings: The Fellowship of the Ring | Arwen Undómiel      | Phoenix Film Critics Society Award for Best Cast Nominated – Screen Actors Guild Award for Outstanding Performance by a Cast |
| 2002 | The Lord of the Rings: The Two Towers             | Arwen Undómiel      | Online Film Critics Society Award for Best Ensemble Phoenix Film Critics Society Award for Best Cast Nominated – Screen Actors Guild Award for Outstanding Performance by a Cast                                                     |
| 2003 | The Lord of the Rings: The Return of the King     | Arwen Undómiel      | Screen Actors Guild Award for Outstanding Performance by a Cast Broadcast Film Critics Association Award for Best Cast National Board of Review Award for Best Cast Nominated – Phoenix Film Critics Society Award for Best Ensemble |
| 2004 | Jersey Girl                                       | Maya                | |
| 2005 | Lonesome Jim                                      | Anika               | |
| 2007 | Reign Over Me                                     | Dr. Angela Oakhurst | |
| 2008 | The Strangers                                     | Kristen McKay       | Scream Awards for Best Horror Actress Nominated – Teen Choice Award for Choice Movie Actress: Horror/Thriller |
| 2008 | The Incredible Hulk                               | Betty Ross          | |
| 2008 | Smother                                           | Clare Cooper        | |
| 2011 | Super                                             | Sarah               | |
| 2011 | The Ledge                                         | Shana               | |
| 2012 | Robot & Frank                                     | Madison             | |